# Pytho
Pytho — род трухляков.

## Описание
Тело крупное, не менее семи миллиметров, сильно уплощённое. Надкрылья с бороздками. Переднеспинка по бокам с продольными вдавлениями.

## Систематика
В составе рода:
- Pytho abieticola J. Sahlberg, 1875
- Pytho americanus Kirby, 1837
- Pytho depressus (Linnaeus, 1767)
- Pytho kolwensis C. Sahlberg, 1833
- Pytho niger Kirby, 1837
- Pytho planus (Olivier, 1795)
- Pytho seidlitzi Blair, 1925
- Pytho strictus LeConte, 1866